# Campeonato Mundial de Hóquei no Gelo de 1985
O Campeonato Mundial de Hóquei no Gelo de 1985 foi a 50ª edição do torneio, disputada entre os dias 17 e 3 de maio de 1985, em Praga, Tchecoslováquia. Oito times participaram, e cada um enfrentou o outro uma vez. Os quatro melhores times, então, enfrentaram-se mais uma vez.  A equipe da casa, Tchecoslováquia foi campeã mundial pela sexta vez, enquanto a União Soviética foi campeã europeia pela 23ª vez.

## Campeonato Mundial Grupo A (Tchecoslováquia)

### Primeira Rodada
| Pos. | Time              | PJ | V | E | D | GP-GC   | Pontos |
| ---- | ----------------- | -- | - | - | - | ------- | ------ |
| 1    | União Soviética   | 7  | 7 | 0 | 0 | 52 - 08 | 14     |
| 2    | Estados Unidos    | 7  | 4 | 1 | 2 | 24 - 34 | 9      |
| 3    | Canadá            | 7  | 4 | 1 | 2 | 33 - 23 | 9      |
| 4    | Tchecoslováquia   | 7  | 4 | 1 | 2 | 30 - 16 | 9      |
| 5    | Finlândia         | 7  | 2 | 2 | 3 | 23 - 25 | 6      |
| 6    | Suécia            | 7  | 2 | 0 | 5 | 24 - 30 | 4      |
| 7    | Alemanha          | 7  | 1 | 1 | 5 | 17 - 31 | 3      |
| 8    | Alemanha Oriental | 7  | 0 | 2 | 5 | 11 - 47 | 2      |

| 17 de abril |     |                   |  |
| Canadá      | 9-1 | Alemanha Oriental |  |
|             |     |                   |  |

| 17 de abril     |      |                |  |
| União Soviética | 11-1 | Estados Unidos |  |
|                 |      |                |  |

| 17 de abril |     |                    |  |
| Suécia      | 3-2 | Alemanha Ocidental |  |
|             |     |                    |  |

| 17 de abril     |     |           |  |
| Tchecoslováquia | 5-0 | Finlândia |  |
|                 |     |           |  |

| 18 de abril |     |                    |  |
| Canadá      | 5-0 | Alemanha Ocidental |  |
|             |     |                    |  |

| 18 de abril     |     |           |  |
| União Soviética | 5-1 | Finlândia |  |
|                 |     |           |  |

| 18 de abril    |     |        |  |
| Estados Unidos | 4-3 | Suécia |  |
|                |     |        |  |

| 18 de abril     |     |                   |  |
| Tchecoslováquia | 6-1 | Alemanha Oriental |  |
|                 |     |                   |  |

| 20 de abril    |     |        |  |
| Estados Unidos | 4-3 | Canadá |  |
|                |     |        |  |

| 20 de abril     |     |                   |  |
| União Soviética | 6-0 | Alemanha Oriental |  |
|                 |     |                   |  |

| 20 de abril     |     |                    |  |
| Tchecoslováquia | 6-1 | Alemanha Ocidental |  |
|                 |     |                    |  |

| 20 de abril |     |        |  |
| Finlândia   | 5-0 | Suécia |  |
|             |     |        |  |

| 21 de abril |     |           |  |
| Canadá      | 5-2 | Finlândia |  |
|             |     |           |  |

| 21 de abril |      |                   |  |
| Suécia      | 11-0 | Alemanha Oriental |  |
|             |      |                   |  |

| 21 de abril     |      |                    |  |
| União Soviética | 10-2 | Alemanha Ocidental |  |
|                 |      |                    |  |

| 21 de abril    |     |                 |  |
| Estados Unidos | 3-1 | Tchecoslováquia |  |
|                |     |                 |  |

| 23 de abril |     |                 |  |
| Canadá      | 4-4 | Tchecoslováquia |  |
|             |     |                 |  |

| 23 de abril     |     |        |  |
| União Soviética | 6-2 | Suécia |  |
|                 |     |        |  |

| 23 de abril    |     |                    |  |
| Estados Unidos | 4-3 | Alemanha Ocidental |  |
|                |     |                    |  |

| 23 de abril |     |                   |  |
| Finlândia   | 4-4 | Alemanha Oriental |  |
|             |     |                   |  |

| 24 de abril    |     |                   |  |
| Estados Unidos | 5-5 | Alemanha Oriental |  |
|                |     |                   |  |

| 24 de abril |     |                    |  |
| Finlândia   | 3-3 | Alemanha Ocidental |  |
|             |     |                    |  |

| 25 de abril     |     |        |  |
| Tchecoslováquia | 7-2 | Suécia |  |
|                 |     |        |  |

| 25 de abril     |     |        |  |
| União Soviética | 9-1 | Canadá |  |
|                 |     |        |  |

| 26 de abril |     |                |  |
| Finlândia   | 8-3 | Estados Unidos |  |
|             |     |                |  |

| 26 de abril        |     |                   |  |
| Alemanha Ocidental | 6-0 | Alemanha Oriental |  |
|                    |     |                   |  |

| 27 de abril |     |        |  |
| Canadá      | 6-3 | Suécia |  |
|             |     |        |  |

| 27 de abril     |     |                 |  |
| União Soviética | 5-1 | Tchecoslováquia |  |
|                 |     |                 |  |

## Fase Final
| Pos. | Time            | PJ | V | E | D | GP-GC   | Pontos |
| ---- | --------------- | -- | - | - | - | ------- | ------ |
| 1    | Tchecoslováquia | 3  | 3 | 0 | 0 | 18 - 06 | 6      |
| 2    | Canadá          | 3  | 2 | 0 | 1 | 09 - 08 | 4      |
| 3    | União Soviética | 3  | 1 | 0 | 2 | 12 - 08 | 2      |
| 4    | Estados Unidos  | 3  | 0 | 0 | 3 | 07 - 24 | 0      |

| 29 de abril |     |                |  |
| Canadá      | 3-2 | Estados Unidos |  |
|             |     |                |  |

| 29 de abril     |     |                 |  |
| Tchecoslováquia | 2-1 | União Soviética |  |
|                 |     |                 |  |

| 01 de maio |     |                 |  |
| Canadá     | 3-1 | União Soviética |  |
|            |     |                 |  |

| 01 de maio      |      |                |  |
| Tchecoslováquia | 11-2 | Estados Unidos |  |
|                 |      |                |  |

| 03 de maio      |     |        |  |
| Tchecoslováquia | 5-3 | Canadá |  |
|                 |     |        |  |

| 03 de maio      |      |                |  |
| União Soviética | 10-3 | Estados Unidos |  |
|                 |      |                |  |

## Fase de Consolação
| Pos. | Time              | PJ | V | E | D | GP-GC   | Pontos |
| ---- | ----------------- | -- | - | - | - | ------- | ------ |
| 5    | Finlândia         | 10 | 4 | 2 | 4 | 39 - 33 | 10     |
| 6    | Suécia            | 10 | 4 | 0 | 6 | 37 - 40 | 8      |
| 7    | Alemanha          | 10 | 3 | 1 | 6 | 28 - 41 | 7      |
| 8    | Alemanha Oriental | 10 | 0 | 2 | 8 | 16 - 64 | 2      |

| 28 de abril |     |                   |  |
| Finlândia   | 6-2 | Alemanha Oriental |  |
|             |     |                   |  |

| 28 de abril |     |                    |  |
| Suécia      | 5-2 | Alemanha Ocidental |  |
|             |     |                    |  |

| 30 de abril |     |                   |  |
| Suécia      | 7-2 | Alemanha Oriental |  |
|             |     |                   |  |

| 30 de abril        |     |           |  |
| Alemanha Ocidental | 5-4 | Finlândia |  |
|                    |     |           |  |

| 02 de maio |     |        |  |
| Finlândia  | 6-1 | Suécia |  |
|            |     |        |  |

| 02 de maio         |     |                   |  |
| Alemanha Ocidental | 4-1 | Alemanha Oriental |  |
|                    |     |                   |  |

## Campeonato Mundial Grupo B (Suíça)
| Pos. | Time          | PJ | V | E | D | GP-GC   | Pontos |
| ---- | ------------- | -- | - | - | - | ------- | ------ |
| 9    | Polônia       | 7  | 6 | 1 | 0 | 37 - 13 | 13     |
| 10   | Suíça         | 7  | 5 | 1 | 1 | 29 - 13 | 11     |
| 11   | Itália        | 7  | 5 | 0 | 2 | 29 - 22 | 10     |
| 12   | Áustria       | 7  | 3 | 0 | 4 | 18 - 24 | 6      |
| 13   | Japão         | 7  | 3 | 0 | 4 | 31 - 36 | 6      |
| 14   | Países Baixos | 7  | 3 | 0 | 4 | 36 - 25 | 6      |
| 15   | Noruega       | 7  | 2 | 0 | 5 | 28 - 38 | 4      |
| 16   | Hungria       | 7  | 0 | 0 | 7 | 17 - 54 | 0      |

| 21 de março |     |        |  |
| Polónia     | 7-1 | Itália |  |
|             |     |        |  |

| 21 de março |     |         |  |
| Suíça       | 9-1 | Hungria |  |
|             |     |         |  |

| 22 de março |     |               |  |
| Itália      | 5-2 | Países Baixos |  |
|             |     |               |  |

| 22 de março |     |       |  |
| Noruega     | 5-8 | Japão |  |
|             |     |       |  |

| 22 de março |     |         |  |
| Hungria     | 0-2 | Áustria |  |
|             |     |         |  |

| 23 de março   |     |         |  |
| Países Baixos | 3-4 | Polónia |  |
|               |     |         |  |

| 23 de março |     |       |  |
| Noruega     | 1-2 | Suíça |  |
|             |     |       |  |

| 24 de março |     |         |  |
| Hungria     | 3-5 | Polónia |  |
|             |     |         |  |

| 24 de março |     |       |  |
| Suíça       | 4-1 | Japão |  |
|             |     |       |  |

| 24 de março |     |        |  |
| Áustria     | 1-4 | Itália |  |
|             |     |        |  |

| 25 de março |     |               |  |
| Japão       | 4-3 | Países Baixos |  |
|             |     |               |  |

| 25 de março |     |         |  |
| Áustria     | 2-5 | Noruega |  |
|             |     |         |  |

| 26 de março |     |        |  |
| Hungria     | 1-6 | Itália |  |
|             |     |        |  |

| 26 de março |     |       |  |
| Polónia     | 2-2 | Suíça |  |
|             |     |       |  |

| 27 de março |     |       |  |
| Áustria     | 8-3 | Japão |  |
|             |     |       |  |

| 27 de março   |     |         |  |
| Países Baixos | 8-2 | Noruega |  |
|               |     |         |  |

| 28 de março |     |       |  |
| Itália      | 6-4 | Japão |  |
|             |     |       |  |

| 28 de março   |      |         |  |
| Países Baixos | 12-4 | Hungria |  |
|               |      |         |  |

| 28 de março |     |         |  |
| Polónia     | 6-4 | Noruega |  |
|             |     |         |  |

| 28 de março |     |         |  |
| Suíça       | 5-1 | Áustria |  |
|             |     |         |  |

| 30 de março |     |               |  |
| Áustria     | 4-2 | Países Baixos |  |
|             |     |               |  |

| 30 de março |     |       |  |
| Polónia     | 8-0 | Japão |  |
|             |     |       |  |

| 30 de março |     |         |  |
| Noruega     | 9-6 | Hungria |  |
|             |     |         |  |

| 30 de março |     |        |  |
| Suíça       | 5-1 | Itália |  |
|             |     |        |  |

| 31 de março |      |       |  |
| Hungria     | 2-11 | Japão |  |
|             |      |       |  |

| 31 de março |     |        |  |
| Noruega     | 2-6 | Itália |  |
|             |     |        |  |

| 31 de março |     |         |  |
| Polónia     | 5-0 | Áustria |  |
|             |     |         |  |

| 31 de março |     |               |  |
| Suíça       | 2-6 | Países Baixos |  |
|             |     |               |  |

## Campeonato Mundial Grupo C (França)
| Pos. | Time            | PJ | V | E | D | GP-GC   | Pontos |
| ---- | --------------- | -- | - | - | - | ------- | ------ |
| 17   | França          | 7  | 6 | 1 | 0 | 54 - 13 | 13     |
| 18   | Iugoslávia      | 7  | 6 | 0 | 1 | 36 - 13 | 12     |
| 19   | China           | 7  | 5 | 1 | 1 | 45 - 22 | 11     |
| 20   | Romênia         | 7  | 4 | 0 | 3 | 51 - 29 | 8      |
| 21   | Dinamarca       | 7  | 3 | 0 | 4 | 16 - 23 | 6      |
| 22   | Bulgária        | 7  | 2 | 0 | 5 | 27 - 45 | 4      |
| 23   | Coreia do Norte | 7  | 1 | 0 | 6 | 18 - 56 | 2      |
| 24   | Espanha         | 7  | 0 | 0 | 7 | 09 - 55 | 0      |

| 14 de março |      |         |  |
| França      | 12-1 | Espanha |  |
|             |      |         |  |

| 14 de março |      |          |  |
| Roménia     | 11-3 | Bulgária |  |
|             |      |          |  |

| 14 de março |     |            |  |
| China       | 3-7 | Iugoslávia |  |
|             |     |            |  |

| 14 de março     |     |           |  |
| Coreia do Norte | 1-3 | Dinamarca |  |
|                 |     |           |  |

| 15 de março |     |         |  |
| Dinamarca   | 1-0 | Espanha |  |
|             |     |         |  |

| 15 de março |     |       |  |
| França      | 4-4 | China |  |
|             |     |       |  |

| 15 de março |     |         |  |
| Iugoslávia  | 5-2 | Roménia |  |
|             |     |         |  |

| 15 de março |     |                 |  |
| Bulgária    | 8-1 | Coreia do Norte |  |
|             |     |                 |  |

| 17 de março |      |                 |  |
| França      | 12-0 | Coreia do Norte |  |
|             |      |                 |  |

| 17 de março |     |           |  |
| Iugoslávia  | 4-3 | Dinamarca |  |
|             |     |           |  |

| 17 de março |     |         |  |
| Roménia     | 8-2 | Espanha |  |
|             |     |         |  |

| 17 de março |      |          |  |
| China       | 10-4 | Bulgária |  |
|             |      |          |  |

| 18 de março     |      |         |  |
| Coreia do Norte | 5-18 | Roménia |  |
|                 |      |         |  |

| 18 de março |     |            |  |
| França      | 2-1 | Iugoslávia |  |
|             |     |            |  |

| 18 de março |     |       |  |
| Dinamarca   | 1-6 | China |  |
|             |     |       |  |

| 18 de março |     |         |  |
| Bulgária    | 9-3 | Espanha |  |
|             |     |         |  |

| 20 de março |     |            |  |
| Bulgária    | 0-4 | Iugoslávia |  |
|             |     |            |  |

| 20 de março |     |           |  |
| França      | 6-2 | Dinamarca |  |
|             |     |           |  |

| 20 de março     |     |         |  |
| Coreia do Norte | 8-1 | Espanha |  |
|                 |     |         |  |

| 20 de março |     |       |  |
| Roménia     | 4-6 | China |  |
|             |     |       |  |

| 22 de março |     |                 |  |
| China       | 6-1 | Coreia do Norte |  |
|             |     |                 |  |

| 22 de março |      |          |  |
| França      | 10-2 | Bulgária |  |
|             |      |          |  |

| 22 de março |     |           |  |
| Roménia     | 5-0 | Dinamarca |  |
|             |     |           |  |

| 22 de março |     |         |  |
| Iugoslávia  | 7-1 | Espanha |  |
|             |     |         |  |

| 23 de março |     |         |  |
| França      | 8-3 | Roménia |  |
|             |     |         |  |

| 23 de março |      |         |  |
| China       | 10-1 | Espanha |  |
|             |      |         |  |

| 23 de março |     |                 |  |
| Iugoslávia  | 8-2 | Coreia do Norte |  |
|             |     |                 |  |

| 23 de março |     |          |  |
| Dinamarca   | 6-1 | Bulgária |  |
|             |     |          |  |

## Tabela do Campeonato Mundial
| Campeonato Mundial de 1985 | País              |
| -------------------------- | ----------------- |
| Ouro                       | Tchecoslováquia   |
| Prata                      | Canadá            |
| Bronze                     | União Soviética   |
| 4                          | Estados Unidos    |
| 5                          | Finlândia         |
| 6                          | Suécia            |
| 7                          | Alemanha          |
| 8                          | Alemanha Oriental |

## Tabela do Campeonato Europeu
| Campeonato Europeu de 1985 | País              |
| -------------------------- | ----------------- |
| Ouro                       | União Soviética   |
| Prata                      | Tchecoslováquia   |
| Bronze                     | Finlândia         |
| 4                          | Suécia            |
| 5                          | Alemanha          |
| 6                          | Alemanha Oriental |